# 中島信号場
中島信号場（なかしましんごうじょう）は、塩塚駅 - 西鉄中島駅間にある、西日本鉄道（西鉄）天神大牟田線の信号場である。

## 概要
西鉄中島駅は矢部川をまたぐ高架橋の上に設けられており、駅構内に列車交換設備を設けられないため、高架橋より福岡（天神）寄りの位置に設けられたのが中島信号場である。現在、西鉄唯一の信号場である。構内は一線スルー式で、待避線は福岡方・大牟田方双方に出発信号機を備えており、列車交換と追越し（待避）が可能になっている。現在のダイヤでは列車交換のみが行われており、当信号場で待避を行う列車は存在しない。有効長は8両分ある。

## 周辺
- 国道208号
- 矢部川

## 隣の駅
西日本鉄道
■天神大牟田線
塩塚駅 (T41)  - （中島信号場） - 西鉄中島駅 (T42)